# Großsteingräber bei Worth
Die Großsteingräber bei Worth waren drei megalithische Grabanlagen der jungsteinzeitlichen Nordgruppe der Trichterbecherkultur bei Worth im Kreis Herzogtum Lauenburg in Schleswig-Holstein. Sie tragen die Fundplatznummern Worth LA 10, 16 und 21.

## Lage
Grab LA 10 lag auf leicht abfallendem Gelände, Grab LA 16 auf einer natürlichen Anhöhe mit weiter Fernsicht. Über den Standort von Grab LA 21 verläuft ein Knick.

## Beschreibung

### Grab LA 10
Von dieser Anlage wurde noch der Rest einer rundlichen Hügelschüttung mit einem Durchmesser von 19 m und einer erhaltenen Höhe von 0,25 m festgestellt. Auf der Oberfläche lagen zahlreiche Stücke verbrannten Feuersteins und zerschlagene Granitbrocken. Weiterhin wurde hier eine nicht näher datierbare Keramikscherbe gefunden.

### Grab LA 16
Von dieser Anlage wurde noch der Rest einer rundlichen Hügelschüttung mit einem Durchmesser von 29 m und einer erhaltenen Höhe von 0,25 m festgestellt. Die Ränder waren sehr verwaschen. Auf der Oberfläche lagen zahlreiche Stücke verbrannten Feuersteins und zerschlagene Granitbrocken.

### Grab LA 21
Die Anlage besaß eine Hügelschüttung unbekannter Form, die als Überhöhung im Knick zu erkennen ist. An dieser Stelle wurden einige Stücke verbrannten Feuersteins und zerschlagene Granitbrocken gefunden.